# ヴァイルハイム・アン・デア・テック
ヴァイルハイム・アン・デア・テック (ドイツ語: Weilheim an der Teck, ドイツ語発音: [ˈva͜ilha͜im]) は、ドイツ連邦共和国バーデン＝ヴュルテンベルク州シュトゥットガルト行政管区のエスリンゲン郡に属す市である。シュヴェービシェ・アルプの麓に位置するツェーリンゲン家の都市であるこの街は、1200年以上の歴史を持つ。本市はシュトゥットガルト地方（1992年まではミッテレラー・ネッカー地方）およびシュトゥットガルト大都市圏に属す。ビシンゲン・アン・デア・テック、ホルツマーデン、ナイトリンゲン、オームデンとともに行政共同体を形成している。ヴァイルハイムの市域の 59.3 % がシュヴェービシェ・アルプ・バイオスフィア（生物圏）に含まれる。

## 地理

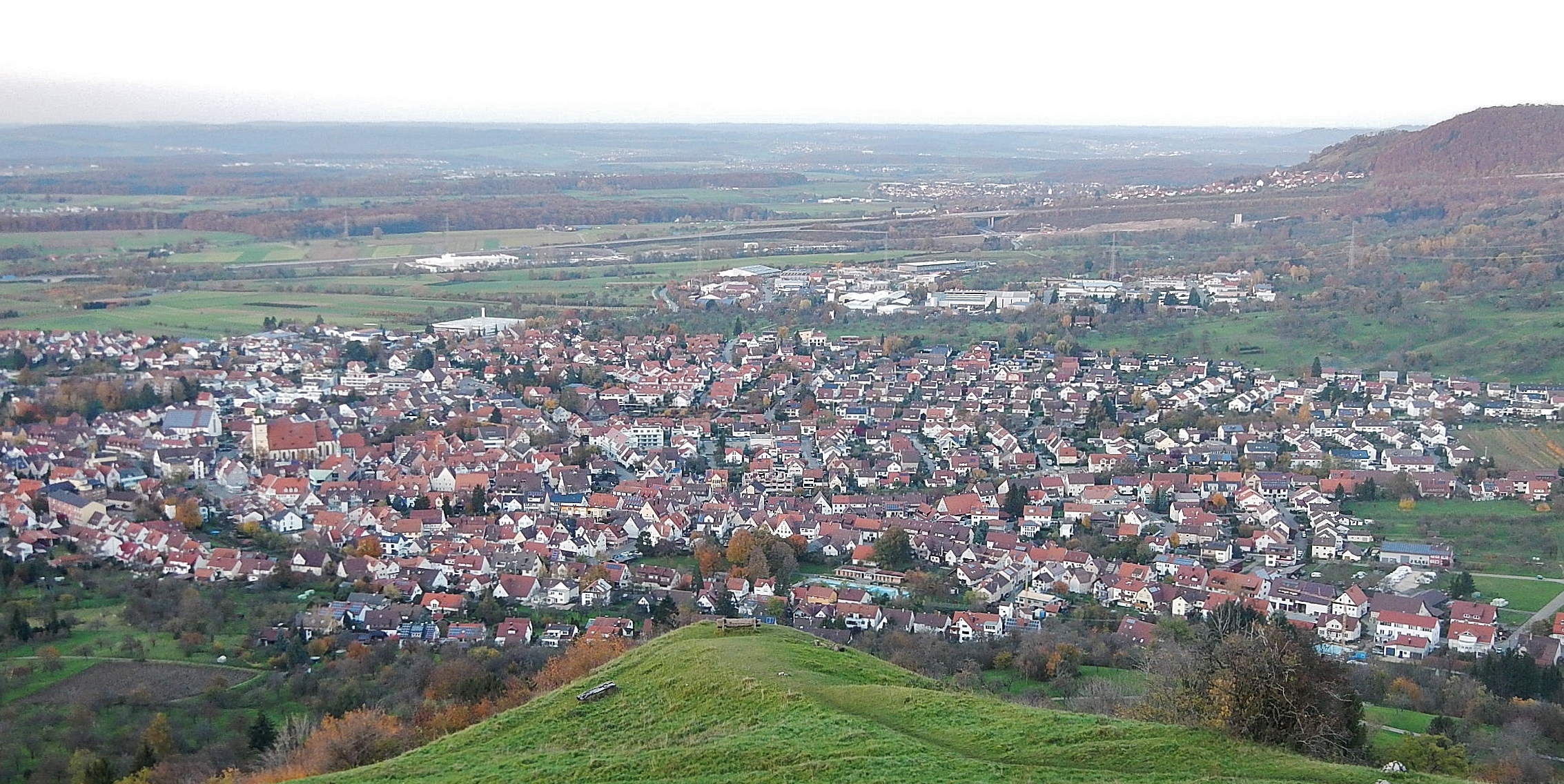
ヴァイルハイム・アン・デア・テック市街地

### 位置
ヴァイルハイムは、アルプトラウフ地方の北、シュヴェービシェ・アルプ中部の麓に位置している。この地域はシュヴヴァーベンのジュラ紀、より詳しくはリアス・エタからヴァイスユーラ・ベータの地層にあたり、本市は主にその間のブラウンユーラにある。主な山は、リムブルク（海抜 598 m）とヴァイルハイムの「ハウスベルク」（故郷の山）であるエーゲルスベルク（海抜 428 m）がある。後者は地元では「ビュルレ」（小山を意味する）とも呼ばれる。この2つの山はともに元々火山であり、トゥーフブライヘ（海抜 390 m）も同じである。市の東に位置するアルプの張り出し部であるヴォルフシェレ（海抜 537 m）には、山頂の 50 m 下に 4000 m3 の高架貯水槽を有する飲料水貯蔵施設がある。この他のアルプの張り出し部には、南東に位置するエーゲンフィルスト（海抜 536 m）がある。ヴァイルハイムの最高地点は、ボスラー（またはボースラー）上部の稜線の海抜約 800 m 地点である。市庁舎の公式な高度は海抜 385 m である。

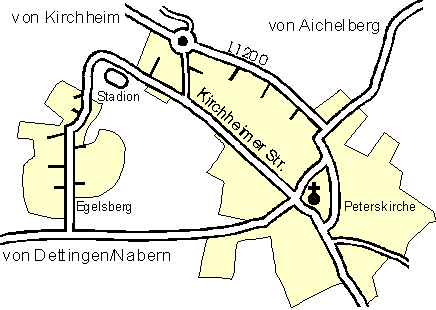
ヴァイルハイム・アン・デア・テック市内の基本構造図

最大の川はリンダハ川である。この川は、約 7 km 離れた、隣町のナイトリンゲンに近いロイセンシュタイン城趾の近くから湧出し、小さな滝を通って、ヴァイルハイムの真ん中を下って行く。この川は水源から約 17 km のキルヒハイム・ウンター・テック市内でラウター川に注ぐ。市内を流れるリンダハ川の支流には、ランデッカー・マールから湧出しヘプジーザウ市区を流れて左岸側から合流するツィプフェルバッハ川、ともに右岸側の支流であるコーレスバッハ川、シュミートバッハ川、最後に左岸側のフェレルンバッハ川がある。ヴィントバッハ川右岸側の主要な支流であるエーニスバッハ川が市域の西端を流れている。ヴィントバッハ川は市域の外、かなり下流のキルヒハイム＝ナーベルンでギースナウバッハと合流した後、リンダハ川に注いでいる。もう一つの小川ラーヘンバッハ川は市域のキットを流れ、ゼーバッハ川に注いだ後、トリンクバッハ川を経由して、かなり下った後最終的には同じくリンダハ川に合流する。
ヴァイルハイムは、アルプフォアラント（アルプの麓）に典型的な地形景観で、積極的に農業に理由されている。ここには、農耕地、牧草地、果樹園、多くのサクランボ農園があり、リムブルクの斜面ではブドウ栽培も行われている。この他にいくつかの森や養樹園も市域内に存在する。シュヴェービシェ・アルプに特徴的なビャクシンの木も存在している。

### 市の構成
ヴァイルハイムには中核市区の他、約 3.5 km 南に人口約750人のハプジーザウ市区がある。この市区は1972年1月1日に合併した。約 3.5 km 南東、シュミートバッハ側の支流であるヘーリンガー・バッハ川の水源に面してヘーリンゲン小集落がある。アルプアウフシュティークの麓には、南東にプフントハルトホーフ、東側にヘルォーゲナウという2つの旧移住者農場がある。ロイテンベルク沿いには集落の外にいくつかの古い邸宅や住居がある。ヴァイルハイムの西、エーゲルスベルクの麓に新たに設けられた、約2千人が住むエーゲルスベルク市区がある。

### 隣接する市町村
以下の市町村がヴァイルハイム・アン・デア・テックに隣接する。北はホルツマーデン（エスリンゲン郡）、北東はアイヒェルベルク、東はグルイビンゲン（この2町村はともにゲッピンゲン郡に属す）、南東はナイトリンゲン、南西から西はビシンゲン・アン・デア・テック、北西はキルヒハイム・ウンター・テック（以上エスリンゲン郡）。

### 土地利用
2020年現在の本市の用途別土地面積および占有率は以下の通りである。
| 用途         | 面積 (ha) | 占有率 (%) |
| ------------ | --------- | ---------- |
| 住宅用地     | 153       | 5.8        |
| 商工業用地   | 86        | 3.3        |
| レジャー用地 | 24        | 0.9        |
| 交通用地     | 168       | 6.3        |
| 農業用地     | 1568      | 59.1       |
| 森林         | 571       | 21.5       |
| 水域         | 17        | 0.6        |
| その他       | 64        | 2.4        |
| 合計         | 2651      | 100.0      |

## 歴史

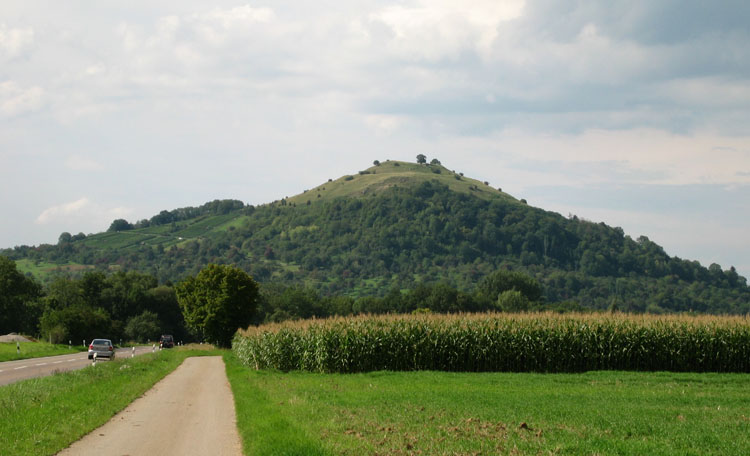
リムブルク城があった城山

### 先史時代から中世まで
先史時代および古代の出土品は、ヴァイルハイム地域にとても古くから定住地があったことを示している。最も古いこの村に関する文献記述は、769年10月1日付けのロルシュ修道院への寄進状である。1050年から1070年まで、ツェーリンゲン家出身のベルトルト髭公がリムブルク城とヴァイルハイムのプロプスタイ（首席司祭区）を設け、約20年間ツェーリンゲン家の宮廷を置いた。ヴァイルハイムの教会は1093年までこの家の廟所であり続けた。
1319年にアイヒェルベルク伯ウルリヒがヴァイルハイムを市に昇格させ、防衛施設を設けた。市場開催権によりこの街は急速に重要性を高めた。1334年にキルヒベルク伯ブルンがこの街を7,500グルデンでヴュルテンベルク伯に売却した。ヴュルテンベルク家は1370年頃にこの領地をリヒテンシュタイン家に担保として差し出した。1432年、ペーター・フォン・リーベンシュタインとその娘婿にあたるカスパー・フォン・シュラートは、抵当権をハンス・フォン・ヴェルナウに売却した。その後、この抵当物件は従兄弟のアイテルに譲渡された。ヴュルテンベルク家は1478年にこの借金を清算した。
1461年に都市火災が街の中心部を荒廃させた。1089年に建てられた教会に替えて1489年に豊かな装飾が施されたペータース教会が後期ゴシック様式で建設された。

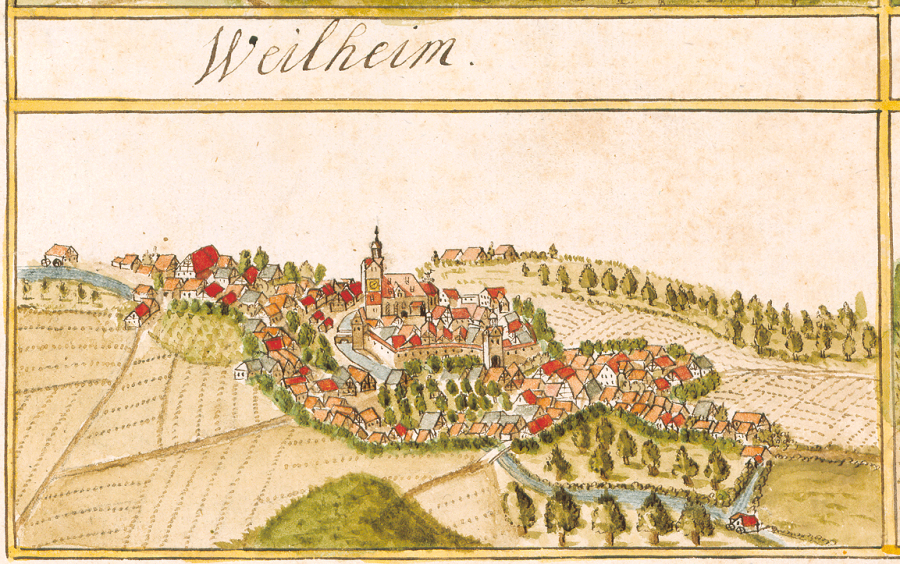
アンドレアス・キーザーによって描かれた1683年頃のヴァイルハイム・アン・デア・テック

### 近世
1534年にウルリヒ公が、ヴァイルハイムを含むヴュルテンベルクに対して福音主義を信仰するよう命じた。1634年から1638年までペストがこの街を襲い、1,505人が亡くなった。三十年戦争では、1647年にスウェーデン軍がこの街を略奪した。
1777年、マルクト広場沿いに市庁舎の旧館が建設された。

### 19世紀
19世紀の初めにヴュルテンベルク王国の新たな行政機構が適用されたが、ヴァイルハイムはオーバーアムト・キルヒハイムの管轄下に留まった。
19世紀末に少しずつ工業的な発展が見られた。1858年にキルヒハイム＝ヴァイルハイム郵便局が設けられ、1884年に初めての大規模な工業企業として織布工場が創設された。1908年には鉄道キルヒハイム（テック）南 - ヴァイルハイム（テック）線が開業した。この路線の旅客営業は1982年9月25日に廃止され、その後1986年には貨物輸送も廃止された。

### 20世紀から21世紀
1922年から1924年に市の上水道が建設された。
1934年から1937年に、市の北部を通るアウトバーン8号線（A8号線）が建設された。ナチ時代のヴュルテンベルクの行政改革により、1938年にヴァイルハイムはニュルティンゲン郡に属すこととなった。アルプトラウフの岩「ボスラー」では、1940年以降、突然隆起した山に衝突する飛行機事故が起きた。
第二次世界大戦後、ヴァイルハイムはアメリカ管理地区のヴュルテンベルク＝バーデン州に属した。1952年にバーデン＝ヴュルテンベルク州創設に伴い、ヴァイルハイムは現在の州に帰属することとなった。バーデン＝ヴュルテンベルク州の郡再編により、ヴァイルハイムは1973年にエスリンゲン郡に編入された。1975年に、ビシンゲン、ホルツマーデン、ナイトリンゲン、オームデンとともに行政共同体が成立した。
2009年、市庁舎に地下駐車場を持つ近代的な姿の増築がなされた。

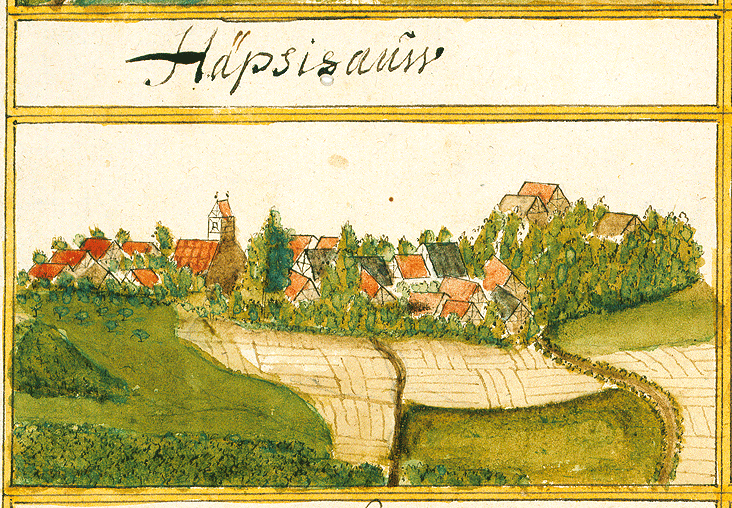
アンドレアス・キーザーによって描かれた1683年頃のヘプジーザウ

### 市町村合併
1972年1月1日にヘプジーザウがヴァイルハイムに合併した。1952年に認可された旧ヘプジーザウの紋章は、「青地に金の斜め帯。帯の中に写実的なサクランボの枝」というものであった。ヘプジーザウはヴァイルハイムから約 4 km の距離にあり、アルプトラウフに直接面している。人口は約750人である。地元貴族のヘプシーザウ家は1237年と1241年に記録されているが、集落自体は1504年が初出である。エスリンゲン郡が運営するシュールラントハイム・リヒテネックは郡外にも広く知られている。

## 住民

### 宗教
宗教改革以後ヴァイルハイムでは福音主義が定着している。本市にはヴァイルハイムとヘプジーザウの2つの福音主義教会がある。両教会はともにヴュルテンベルク福音主義州教会のキルヒハイム管区に属している。ヴァイルハイムの現在の教区教会は1522年に完成した。礼拝堂から発展したヘプジーザウの教会も16世紀初期に設けられたが、独自の教会区を有したのは1846年以降であった。
戦後に移り住んだカトリック信者たちは聖フランツィスクス教会に属している。この教会は1958年から独自の教会区を有している。この教会組織は、エスリンゲン＝ニュルティンゲン首席司祭区のゼールゾルゲアインハイト（教区共同体）の一部となっている。

### 人口推移
人口調査結果 (*) または州統計局の公式研究結果に基づく人口推移を以下に示す（この街を主たる住所地とする人口）。
| 時期           | 人口（人） |
| -------------- | ---------- |
| 1834年12月3日* | 3,152      |
| 1871年12月1日* | 3,001      |
| 1900年12月1日* | 3,072      |
| 1939年5月17日* | 3,242      |
| 1950年9月13日* | 4,783      |
| 1961年6月6日*  | 6,521      |
| 1970年5月27日* | 7,443      |
| 1987年5月25日* | 8,145      |

| 時期           | 人口（人） |
| -------------- | ---------- |
| 1991年12月31日 | 9,135      |
| 1995年12月31日 | 9,366      |
| 2000年12月31日 | 9,473      |
| 2005年12月31日 | 9,670      |
| 2015年12月31日 | 10,052     |
| 2020年12月31日 | 10,351     |

## 行政

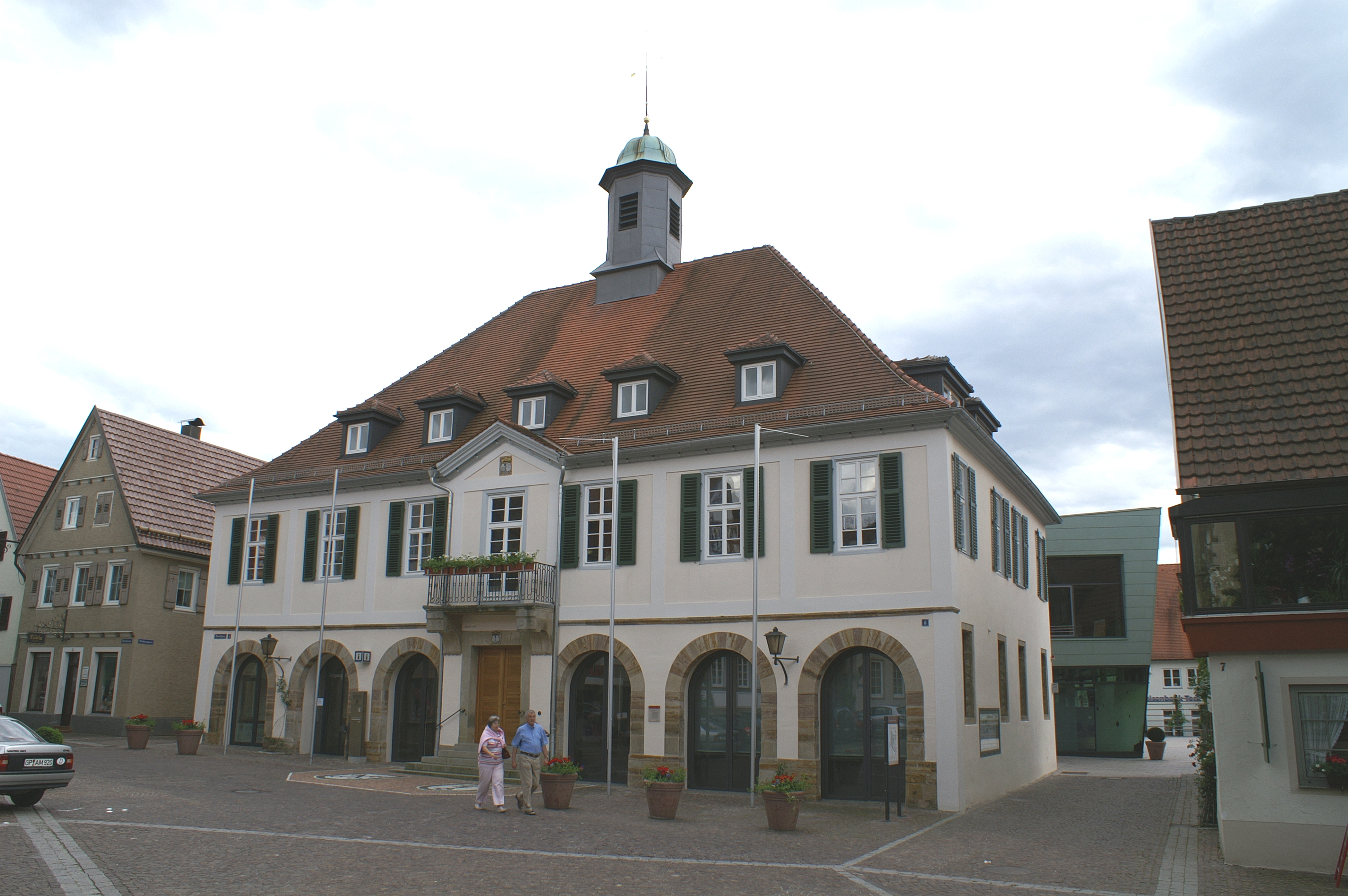
ヴァイルハイム・アン・デア・テック市庁舎

### 議会
市議会は、選挙によって選出された18人の名誉職の議員と、議長を務める市長で構成されている。市長は市議会において投票権を有している。

### 首長

ヴァイルハイム・アン・デア・テックの旗

- 1916年 - 1937年: カール・シュミート
- 1937年 - 1972年: ゲオルク・カンデンヴァイン
- 1972年 - 2009年: ヘルマン・バウアー (Freie Wähler)
- 2009年4月1日 - : ヨハネス・ツュフレ（無所属）

2017年1月29日の市長選挙では過半数に達した候補者がいなかった。2月12日の再投票で、ツュフレが 56.07 % の支持票を獲得して再選された。

### 紋章と旗
図柄: 頂部は金地で、その中に黒い鹿の角が横向きに描かれている。その下の主部は銀地に青い鍵である。
紋章の由来: （片側だけの）鹿の角は、この街のヴュルテンベルクへの帰属を表している。鍵はペータース教会の守護聖人であるペトロの象徴である。この街の知られている最も古い印影は、都市権が与えられた1319年頃のものである。当時は聖ペトロの象徴として鍵だけが描かれていた。1334年からすでにヴュルテンベルクに属していたにもかかわらず、ヴュルテンベルクの紋章に由来する鹿の角は16世紀になってから（知られているのは1535年から）追加された。1938年から角は頂部に分離して描かれた。紋章は遅くとも1907年以降に現在の形に改編された。
白 - 青の旗は、遅くとも20世紀の初めから公式に用いられている。

## 経済と社会資本

### 交通
南東のナイトリンゲンからリンダハタール沿いにヴァイルハイムに入る州道1200号線（L1200号線）は、街を貫いてさらに北西のキルヒハイム・ウンター・テックに向かう。郡道1252号線（K1252号線）は西のデッティンゲン・ウンター・テックとを結んでいる。L1214号線はアイヒェルベルク方面に向かい、街の中心からわずか 2.5 km でアウトバーン8号線（A8号線）のアイヒェルバッハ・インターチェンジに接続する。L1213号線は、東に向かってアルプトラウフを登り、グルイビンゲンに通じている。
実際の道路距離で 9&nbsp:km 離れたキルヒハイム・ウンター・テックの駅を介してヴァイルハイムの住民はテック鉄道にアクセスできる。1982年までこの街は、鉄道キルヒハイム（テック）南 - ヴァイルハイム（テック）で直接鉄道に接続していた。この路線は1994年に廃線となった。
アルプ＝ネッカー自転車道は広域自転車道としてヴァイルハイムを通っている。この自転車道はウルムからハイルブロンに通じている。

### ワイン造り
ヴァイルハイムは、ワイン産地ヴュルテンベルクが南東に張り出した部分に位置している。ヴァイルハイムの生産地「シュロスシュタイゲ」はレムスタール＝シュトゥットガルト地方のホーエンノイフェン広域地区に属している。

### 地元企業
- フィッシャー・ヴァイルハイム GmbH、土木、解体、運搬作業
- ハンス・フィッシャー・トランスポート GmbH、地域を超えて活動する運輸・流通業者
- ヴィルヘルム・ケヘレ GmbH、特殊ゴムやゴム・金属複合体の先進的製造業者
- クルト・ハック GmbH（ユーロトランプ＝トランポリン）、トランポリンの製造業者
- ゲミニ GmbH（ヴァイルハイムの靴屋）
- ショルダーベック GmbH & Co. KG（ヴァイルハイムのバイオ＝パン屋）
- ケッセベーマー製造 GmbH & Co. KG
- CNC-テクニーク・オルトリープ GmbH & Co. KG、機械加工組み立て分野の金属加工業者

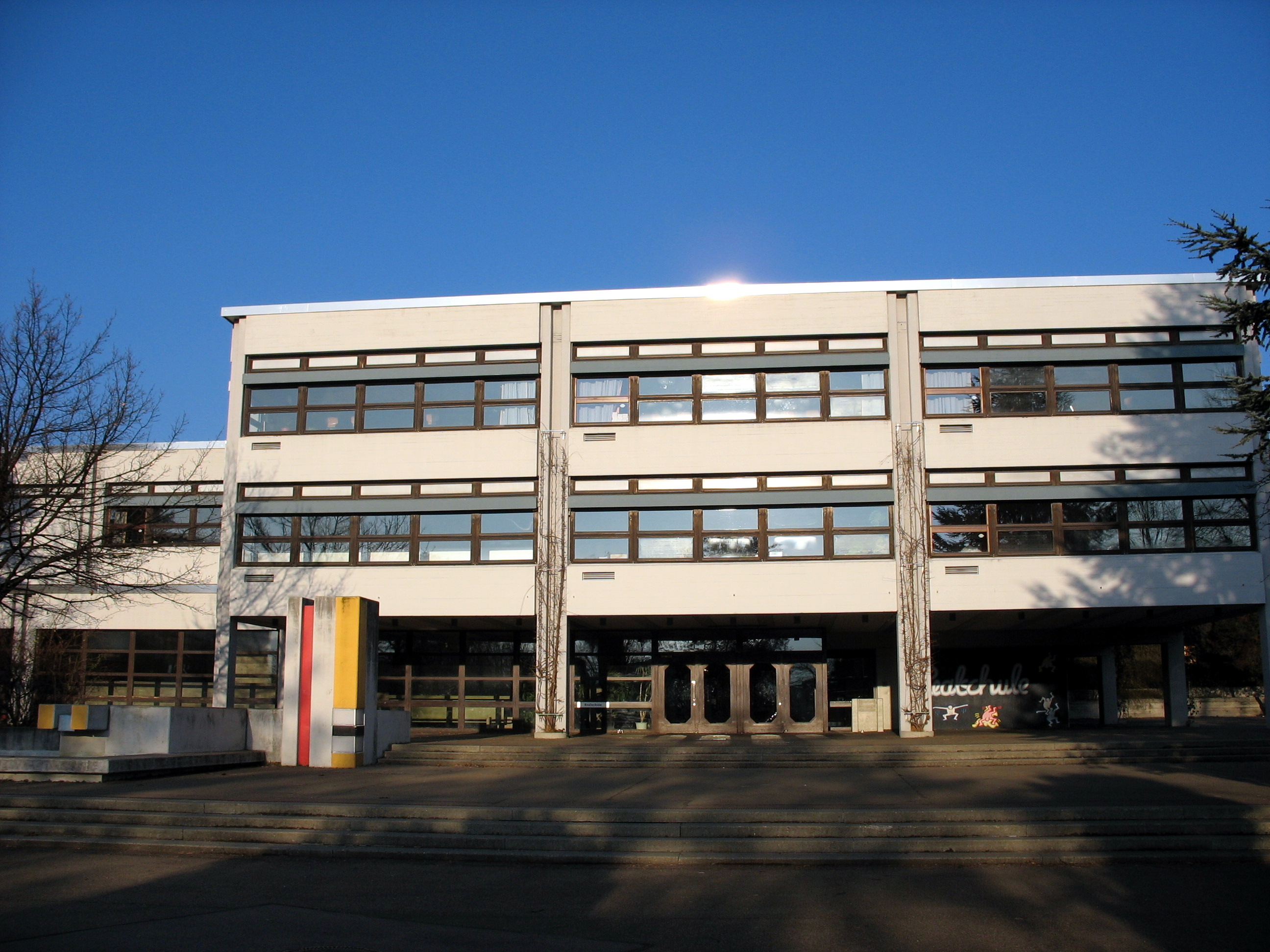
ヴァイルハイム実科学校

### 教育機関
実科学校、実科学校課程を持つ基礎課程・本課程学校の他に、純粋な基礎課程学校リムブルクシューレも市内に存在している。養護学校が教育を補完している。本市のギムナジウム進学者はキルヒハイム・ウンター・テックの学校に通う。さらに、私立幼稚園5園と「ヴァイルハイム自由幼稚園 e.V.」およびヴァイルハイム森の幼稚園 e.V. がある。
保護文化財に指定されている建物に入居している市立図書館は、2012年時点で、28,000点のメディアを収蔵しており、年間貸し出し回数は約142,000回である。2013年7月1日から業務はデジタル領域に拡大されており、登録した利用者は「Onleihe」（訳注: Online=「オンライン」と Leihe=「貸し出し窓口」からなる造語）が可能となる。

### レジャー、スポーツ施設
- リンダハシュタディオーン、テニスコート、サッカーグラウンド、バスケットバールコート、バイクパーク、スケートパークを備えた、TSV ヴァイルハイムの本拠地である。
- エーゲルスベルク・スポーツ広場（ボルツ場）
- ヴァイルハイム・バイクパーク（サイクリングパーク）
- 乗馬施設（エーゲルスベルク）

### 自転車道、遊歩道
ヴァイルハイムは、ドイツで最も人気のある広域遊歩道の1つでドナウヴェルトからトゥットリンゲンまでをたどるアルプシュタイク（シュヴェービシェ＝アルプ＝ノルトラントヴェークあるいは HW1 とも呼ばれる）およびアーレンからトゥットリンゲンまで6つの区間で構成されマウンテンバイクやグラベルバイクに適したアルプ＝クロッシングの、いずれも麓部分に位置している。

## 文化と見所

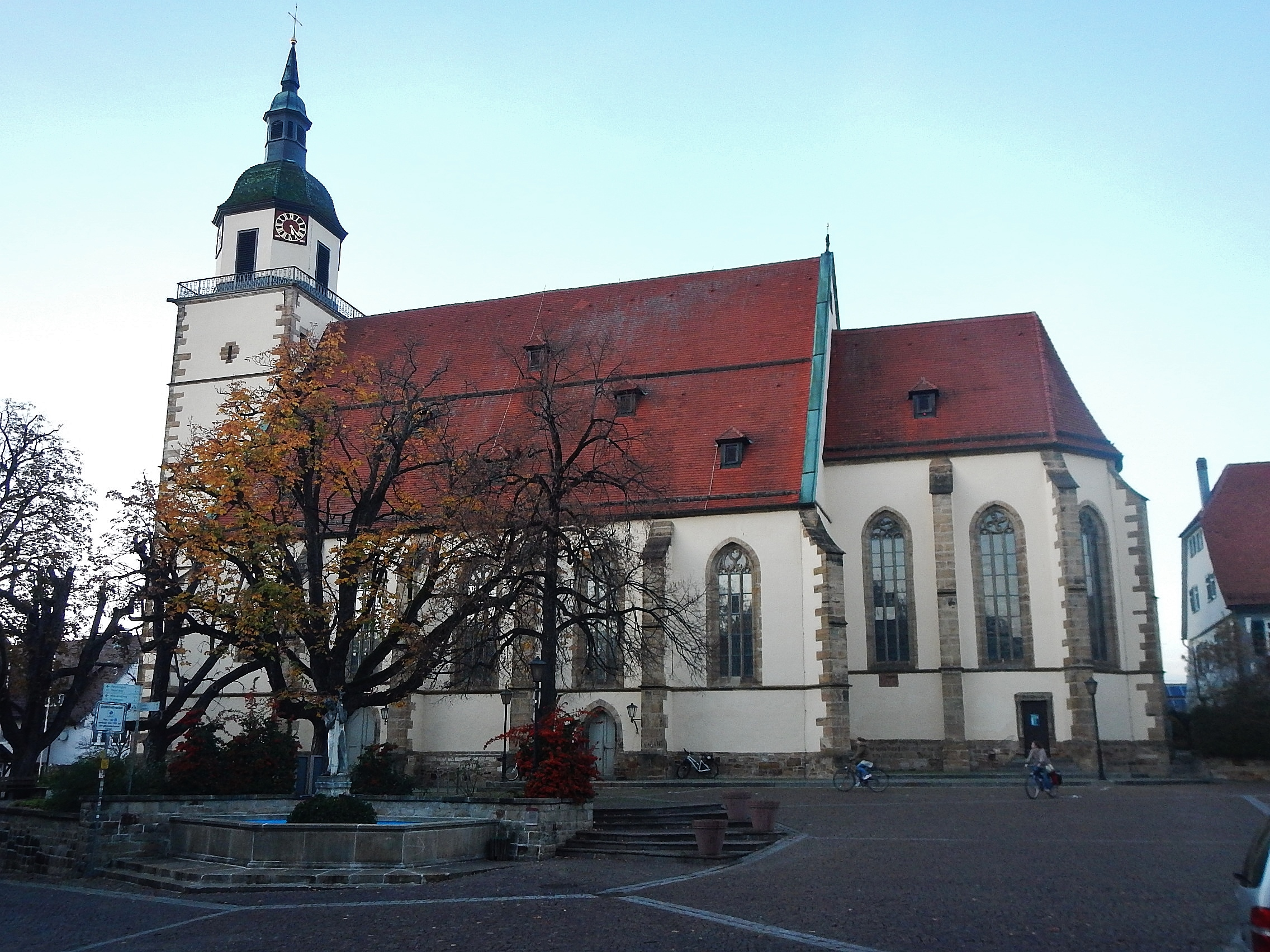
ペータース教会

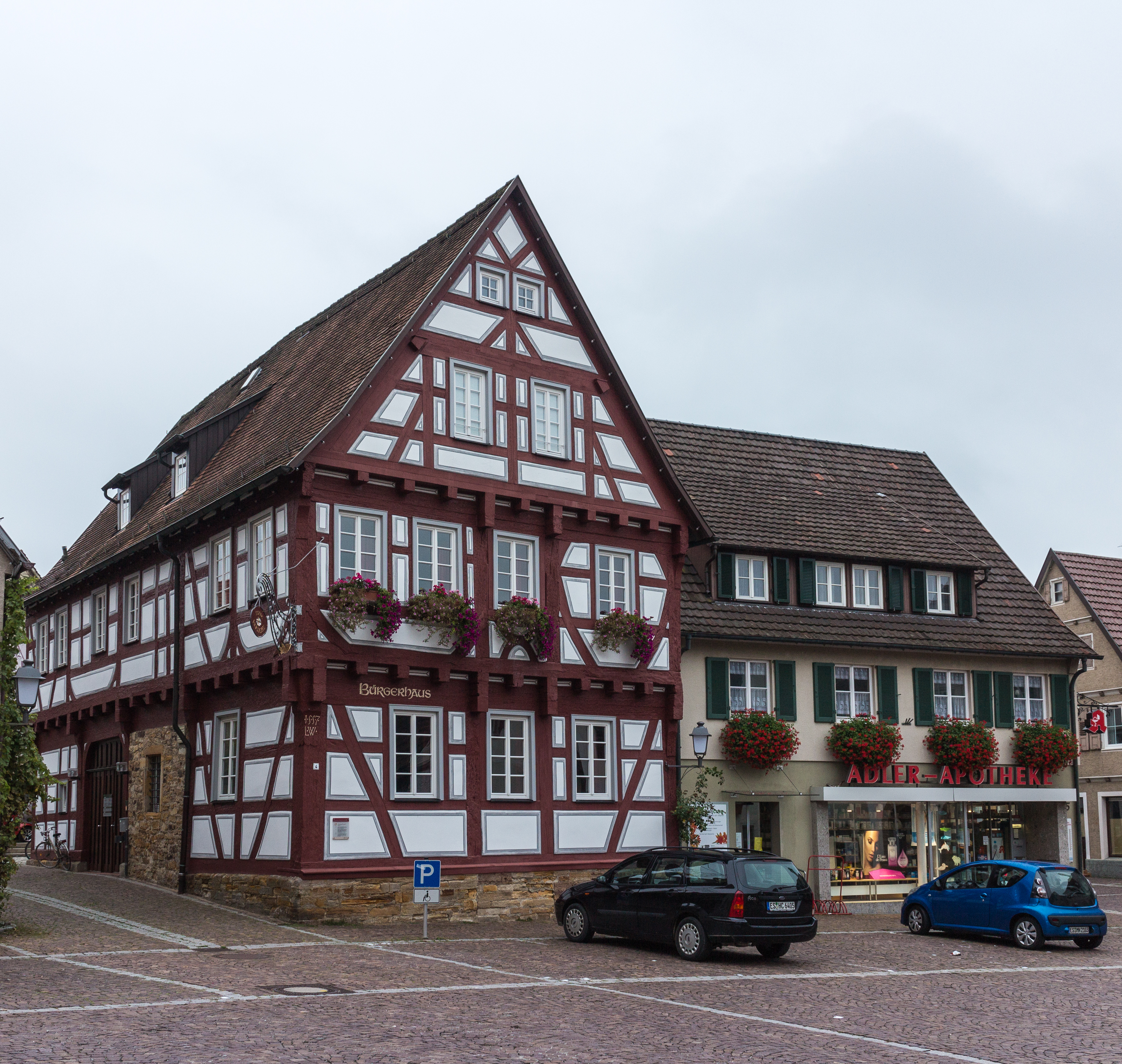
ビュルガーハウス

### 建造物
- 豊かな装飾を持つペータース教会は、1489年に後期ゴシック様式で建設され、現在は文化財に指定されている。この教会は、1089年に建設された先代の教会のあった場所に建てられた。
- カプチン会会館
- ビュルガーハウス（直訳: 市民会館）
- マルクト広場の市庁舎は1777年に建設された。
- レーヴェンショイアー

### 年中行事
- シュテットレスフェスト（直訳: 小都市祭）、毎年7月の第1日曜日
- ヘプジーザウの村祭り、毎年9月の第1日曜日
- キルシェンブリューテンフェスト（直訳: サクランボの花祭）、4月
- アドヴェンツマルクト（クリスマスマーケット）、毎年第2アドヴェント

### 自然文化財
- 幹周り 6.50 m（2015年現在）のキンダーヴァーゼンのトラウベンアイヘ（オークの木）[11]
- ビュルレ展望台、エーゲルスベルク

### 名物料理、食材
ヴァイルハイムとその周辺では、「ベッチャー」がよく食される。ベッチャーとはサワークリームを塗り、キュンメル（リキュールの一種）や様々なスパイスを添えたピッツァに似た料理である。

## 人物

### 出身者
- フリードリヒ・フォン・ゲローク（1786年 - 1865年）神学者
- リヒャルト・デッカー（1894年 - 1968年）建築家
- ヤニク・シュタイムレ（ドイツ語版、英語版）（1996年 - ）自転車競技選手

### ゆかりの人物
- ヨハン・モーリッツ・ルゲンダス（1802年 - 1858年）画家、探検家。ヴァイルハイムで亡くなった。

## 関連図書
- Christoph Bizer (1987). Stadt Weilheim a. d. Teck. ed. Hepsisau – aus der Geschichte eines Dorfes am Fuße der Alb. ISBN 978-3-9800255-2-2
- Karl Dreher (1939). Weilheim an der Teck einst und jetzt. Kirchheim unter Teck: A. Gottliebs & J. Oßwalds Buchdruckereien
- Hans Schwenkel (1953). Heimatbuch des Kreises Nürtingen. Band 2. Würzburg. pp. 1173–1217
- Ulrich Marstaller (1985). Die Peterskirche in Weilheim. Stuttgart: Konrad Theiss Verlag
- Landesarchiv Baden-Württemberg i. V., Landkreis Esslingen, ed (2009). Der Landkreis Esslingen (Band 2). Ostfildern: Jan Thorbecke Verlag. p. 437. ISBN 978-3-7995-0842-1
- Manfred Waßner et al (2007). Die Geschichte der Stadt an der Limburg. Weilheim an der Teck. ISBN 978-3-00-021110-2
- Rudolf Moser, ed (1842). “Weilheim an der Teck”. Beschreibung des Oberamts Kirchheim. Die Württembergischen Oberamtsbeschreibungen 1824–1886. Band 16. Stuttgart / Tübingen: Cotta’sche Verlagsbuchhandlung. pp. 278–292